# Червонолистик косодзьобий
Червонолистик косодзьобий (Bryoerythrophyllum recurvirostrum) — вид мохів порядку потіальних (Pottiales).

## Поширення
Батьківщиною є Європа, Африка, Північна Америка, Південна Америка, Азія, Австралія, Нова Зеландія, Антарктида.
Населяє ґрунт, гірську породу (вапнякова, доломітова, гіпсова, кремнеземна), стіни, кору, у купчастій тундрі, альпійських луках, скелях, лісистих і болотистих місцевостях, берегах струмків, озер; від низьких до високих (20–3800 м).

## Характеристика
Стебла часто короткі, але до 2 см у безплідних рослин. Стеблові листки від подовжено-ланцетних до довголанцетних, зрідка яйцеподібні, здебільшого 1.5–3.5 мм, цілі чи 1–3 зубчасті на верхівці, від гострих до широко гострих верхівково. Спеціалізоване нестатеве розмноження відсутнє. Коробочка 0.8–2.2 мм. Спори 14–17 мкм.